# Hota-pulver
Hota-pulver var ett smärtstillande medel populärt i Finland fram till 1960-talet. Pulvret tillverkades av Star som var ett Tammerforsbaserat läkemedelsföretag. Hota-pulver såldes i en gulblå förpackning med en bild av en indian på varför det även kallades för "indianpulver". På förpackningen fanns även en blomma som skulle referera till vissa varieteter av röd arrowrot (Canna indica), vars frön ibland kallas "hotafrön" – och som var en växt som ansågs helig bland vissa grupper av ursprungsamerikaner.
Pulvret konsumerades genom att det blandades i vatten eller hälldes direkt i munnen. Ingredienserna var acetylsalicylsyra, salicylamid, askorbinsyra det vill säga vitamin C, kolanöt och  koffein. Till en början användes en pasta gjord av den koffeinhaltiga örten guarana, men under kriget var pastan inte tillgänglig och ersattes istället med koffein och kolanöt.
Star började tillverka Hota-pulver 1929. Produktionen togs senare över av Leiras i Åbo (numera Takeda) fram till 1998, då finska läkemedelsverket annullerade produktionstillståndet.
Fram till 1960-talet användes Hota-pulver i stor utsträckning som smärtstillande. Preparatet var dock beroendeframkallande, eftersom det länge innehöll en mindre mängd amfetamin. Kombinationen av ingredienserna i pulvret var även skadligt för njurarna, och stor konsumtion kunde vara livshotande.